# Tarics Lőrincz Margit
Tarics Lőrincz Margit, T. Lőrincz Margit, Tarics Jánosné, született Lőrincz Margit (Komárom, 1933. augusztus 21. – 2022. február 2. vagy előtte) szlovákiai magyar színésznő.

## Élete
Édesapja fodrász, édesanyja színházi öltöztető volt. 1939 és '43 között a komáromi Irgalmas Nővérek zárdájában nevelkedett, 1944-től 1948-ig magyar, majd szlovák nyelvű polgári iskolában tanult. 1950–1952 között egy építőipari vállalat irodai alkalmazottja volt. 1952-ben a Magyar Területi Színház legfiatalabb alapító tagja.
Előadói karrierjét amatőr színésznőként kezdte. Pályafutása elején fiatal hősnők karaktereit keltette életre. Hat évtized alatt 200-nál is több szerepet játszott el. 1953-tól a  Szlovák Rádió magyar adásában több hangjátékban szerepelt, hallható volt a Kossuth Rádióban, illetve tíz magyar és szlovák filmben is szerepelt.
Komáromban a Széna téri parkban található szabadtéri színészmúzeum megálmodója volt. A Komáromi Jókai Színház örökös tagja.

## Főbb szerepei
- Bertolt Brecht: Carrar asszony puskái – Carrarné
- Bródy Sándor: A tanítónő – Tóth Flóra
- Csiky Gergely: A nagymama – Galambosné
- Csurka István: Házmestersirató – Házmesterné
- Daróci Bárdos Tamás−Mark Twain−Kárpáthy Gyula: Koldus és királyfi − Cantyné; II. udvarhölgy
- Eisemann Mihály: Fekete Péter − Chagrinné
- Fejes Endre: Rozsdatemető – Csele Judit
- Georges Feydeau: Egy hölgy a Maximból – Ponant-né
- Háy Gyula: Mohács – Kanizsai Dorottya
- Heltai Jenő: A néma levente – Gianna
- Hunyady Sándor: A három sárkány – Júlia
- Jókai Mór–Kopányi György: A kőszívű ember fiai – Baradlayné
- Kertész Ákos: Névnap – Bözsi
- Lovicsek Béla: Végállomás – Egy asszony
- Madách Imre: Az ember tragédiája − Egy anya
- Vlagyimir Vlagyimirovics Majakovszkij: Gőzfürdő –
- Arthur Miller: A salemi boszorkányok – Tituba
- Móricz Zsigmond: Úri muri – Rédei Eszter
- Móricz Zsigmond: Csibe – Langné
- Móricz Zsigmond: Rokonok − Kati néni
- Alekszandr Nyikolajevics Osztrovszkij: A négylábú is botlik −
- Friedrich Schiller: Ármány és szerelem – Lujza
- William Shakespeare: A makrancos hölgy – Katalin
- William Shakespeare: A windsori víg nők – Pázsiné
- Siposhegyi Péter: Mielőtt csillag lettem – Anna
- Ján Solovič: S. O. S. (Ez aztán a meglepetés) – Angyalka
- Szép Ernő: Vőlegény − Anya
- Sztaniszlav Sztratiev: Velúrzakó – Tisztviselő
- Tamási Áron: Énekes madár − I. vénasszony
- Nataša Tanská: Ella meg a Bella − 1. szobor; Hivatalnoknő
- Vörösmarty Mihály: Czillei és a Hunyadiak − Országné
- Osvald Zahradník: Utóirat – Nővér
- Gabriela Zapolska: Dulszka asszony erkölcse – Hesa
- Zerkovitz Béla: Csókos asszony − Özvegy Kükülleyné
- Zsákovics László−Kőszeghy F. László: Lusta királyság − Tündérkirálynő

## Visszaemlékezései
- Színházról másképpen. Történetek a (h)őskorból; Inštitút pre odborné vzdelávanie a vzdelávanie dospelých, Komárno, 2013

## Díjai, elismerései
- a Literárny fond életműdíja
- a Szlovák Köztársaság ezüst plakettje
- Pro Cultura Hungarica-díj
- Komárom, Polgármesteri-díj